# El Monserrate
El Monserrate es un poema narrativo en veinte cantos, escrito en octavas por el poeta español Cristóbal de Virués, publicado en Madrid en 1587. Desarrolla la leyenda del monje ermitaño fray Juan Garín y la fundación del monasterio de Montserrat.
El motivo deriva de leyendas eclesiásticas y piadosas españolas del siglo IX. Garín, ermitaño en los inhóspitos riscos de Montserrat, viola y mata a la hija del conde de Barcelona, que le había sido confiada para que fuese liberada del demonio. Arrepentido de tan terrible acto, marcha en penitencia a Roma para implorar el perdón papal. Llegado a Roma tras complicadas aventuras, el papa le ordena volver a gatas a su ermita y alimentarse de hierbas y raíces hasta que un niño le anuncie el perdón de Dios. Tras siete años de penitencia, Mirón, hermano de tres meses de la joven asesinada por el monje, le anuncia milagrosamente la redención de su culpa. Garín confiesa al padre de la joven su asesinato y le lleva hasta el lugar donde la enterró. Sin embargo, maravillosamente la joven resucita y se consagra a Dios, fundándose el convento de Montserrat.
La obra fue un notable éxito durante más de un siglo y traducida a los principales idiomas europeos. Se ha reconocido una gran habilidad técnica en Virués, así como la construcción de personajes creíbles y consistentes en este poema. Asimismo, es una valiosa mezcla de motivos hagiográficos y novela bizantina. El propio poeta reelaboró la obra en una segunda parte: El Monserrate segundo, publicado en Milán en 1602.

Y aquí vienen tres, todos juntos: "La Araucana", de don Alonso de Ercilla; "La Austríada", de Juan Rufo, jurado de Córdoba, y "El Monserrato", de Cristóbal de Virués, poeta valenciano.

-Todos esos tres libros -dijo el cura- son los mejores que, en verso heroico, en lengua castellana están escritos, y pueden competir con los más famosos de Italia: guárdense como las más ricas prendas de poesía que tiene España.
Cervantes: Don Quijote (1605), Primera parte, Capítulo VI.